# Хайниш, Марианна
Марианна Хайниш, урожденная Пергерист (нем. Marianna Hainisch; 25 марта 1839, Баден (Нижняя Австрия) — 5 мая 1936, Вена) — австрийская общественная деятельница, феминистка, суфражистка, основатель и лидер австрийского женского движения. Мать 2-го федерального президента Австрии Михаэля Хайниша.

## Биография

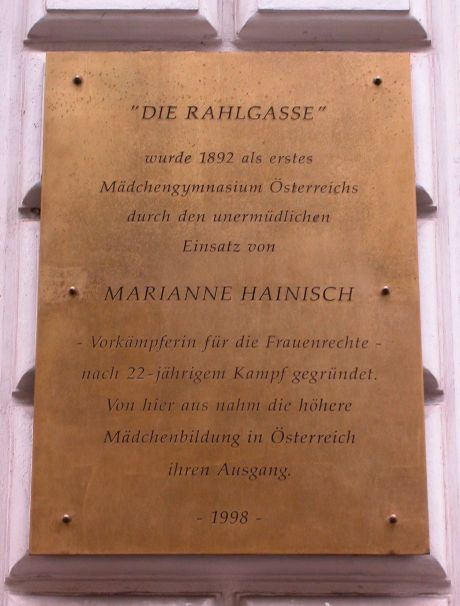
Мемориальная доска М. Хайниш в Вене

Жена промышленника и мать двоих детей.
С 1870 года активно участвовала в женском движении. Её интерес к женскому движению был обусловлен социальными трудностями семьи. Муж обанкротился и она не смогла найти работу. Ей также было отказано в профессиональном обучении.
М. Хайниш стала основателем буржуазного крыла женского движения в Австрии. Её оппонентом из социал-демократического лагеря была Адельгейд Попп.
Выступала, прежде всего, за создание реальных гимназий для девочек и допуск женщин к высшему образованию. Организовала шестиклассную частную школу. В 1892 году основала первую школу для девочек в немецкоязычных странах.
С 1902 по 1918 год была председателем, основанного ею, Объединения австрийских женских союзов. После окончания Первой мировой войны в 1918 году, когда цели её движения казались достигнутыми, она в качестве преемницы Берты фон Зутнер, деятеля международного пацифистского движения, посвятила себя борьбе за мир. А после смерти Берты фон Зутнер в 1914 году стала руководителем Комиссии по миру Федерации австрийских женских союзов.
По инициативе Марианны Хайниш в Австрии с 1924 года празднуется День матери.

## Избранные публикации
- Zur Frage des Frauenunterrichts, Vortrag gehalten bei der dritten General-Versammlung des Wiener Frauen-Erwerb-Vereines, 1870
- Die Brodfrage der Frau, 1875
- Ein Mutterwort über die Frauenfrage, 1892
- Frauenarbeit, 1911
- Die Mutter, 1913
- Autobiografie, 1929
- Das Buch des Hauses. Modernes Auskunftswerk für alle Mitglieder des Haushaltes, 1932.
- Neuausgabe zum 80. Todestag Hainischs

## Память
- В 1967 году в Бадене в её честь установлен памятник.
- В 1989 году почта Австрии выпустила памятную марку, приуроченную к 150-летию со дня рождения М. Хайниш.
- В 2002 году в Вене в её честь названа улица — Марианна-Хайниш-Гассе.